# Valle di Oaxaca

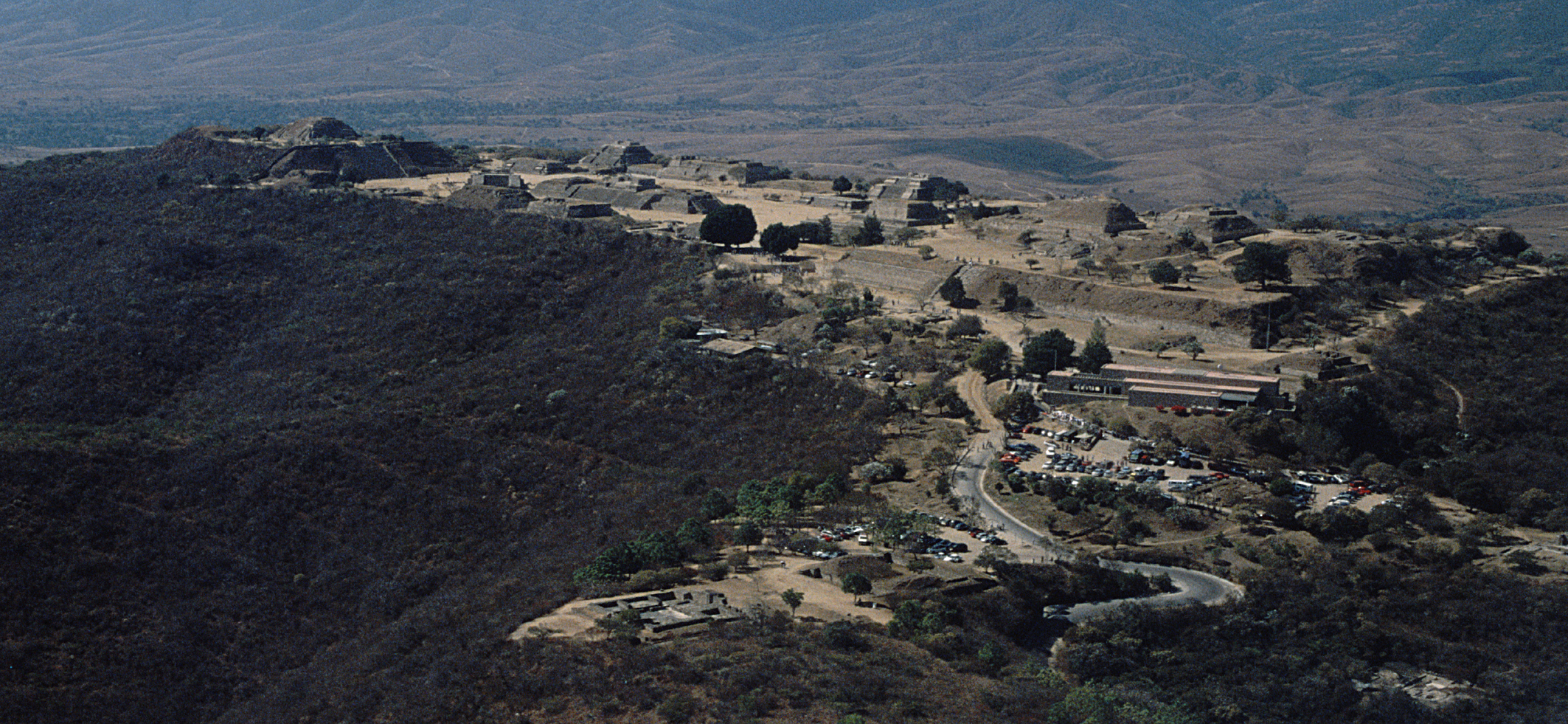
Panorama sud-occidentale del sito di Monte Albán. Situato sulla cima di una montagna, Monte Alban domina buona parte della valle di Oaxaca

La valle di Oaxaca è una regione geografica situata nell'odierno stato di Oaxaca in Messico meridionale. La valle, situata all'interno della Sierra Madre, ha la forma di una "Y" distorta e rovesciata, con nomi diversi assegnati ad ognuno dei bracci: quello nord-occidentale si chiama Etla, il centro-meridionale Valle Grande, e Tlacolula ad est. La valle di Oaxaca ospitò la civiltà zapoteca, una delle prime società complesse della Mesoamerica, e la successiva cultura mixteca. Numerosi importanti siti archeologici sono stati ritrovati nella valle di Oaxaca, tra cui Monte Albán, Mitla, San José Mogote e Yagul. Oggi la capitale dello Stato, Oaxaca de Juárez, si trova nella parte centrale della vallata.

## Storia
Gli Zapotechi dominarono la valle e buona parte delle alture circostanti dall'inizio del Formativo al termine del Classico. Furono succeduti dalla cultura dei Mixtechi nel Postclassico.

### Periodo Formativo
Uno dei primi insediamenti nella valle di Oaxaca fu quello di San José Mogote, situato nella parte nord-occidentale del braccio Etla. All'inizio si trattava di un villaggio agricolo permanente e lo fu per tutto l'inizio del Formativo. In seguito sviluppò una stratificazione sociale in cui le posizioni di élite erano predefinite, ovvero ereditate per nascita, piuttosto che meritate.
È chiaro che gli abitanti del Formativo interagirono con la complessa cultura olmeca. Non è invece chiaro quali effetti queste interazioni ebbero sullo sviluppo degli Zapotechi. L'influenza olmeca sulla cultura mesoamericana è ancora in discussione.
Mentre San José Mogote funse da piccolo centro del braccio nord-occidentale, altri centri contemporanei nacquero nella valle di Oaxaca. Si trattava di Tilcajete nella Valle Grande e Yegüih a Tlacolula. Alla fine del Medio Formativo, la popolazione della valle era divisa in questi tre insediamenti separati. L'interazione tra i tre insediamenti era decisamente alto, come dimostrato da una generale omogeneità di stili di lavorazione della ceramica e dall'iconografia.
Sostanziali cambi culturali divennero evidenti alla fine del Formativo, compresi una drammatico incremento della popolazione ed una centralizzazione politica della valle sotto il controllo di Monte Albán, prima disabitata. Non ci sono prove dell'esistenza di Monte Alban prima del 600 a.C., ma dal 400 a.C. il sito, situato in cima ad un colle di 400 metri di altezza spianato artificialmente e totalmente carente di acqua, aveva una popolazione di circa 5 200 abitanti. Nel giro di 200 anni la popolazione raggiunse la quota di circa 17 200 persone, diventando velocemente una delle città più popolose in quel tempo della Mesoamerica. Questo incredibile aumento della popolazione si ebbe in contemporanea col rapido abbandono degli altri grossi centri abitati che erano situati nella valle di Oaxaca (San José Mogote, Tilcajete e Yegüih). La rapida crescita della popolazione e l'accentramento sono stati definiti "Monte Alban Synoikism" (Sinechismo di Monte Alban) da Marcus e Flannery.
Per tutto il resto del Tardo Formativo, il Monte Alban rimase il centro del potere politico e delle attività amministrative della valle di Oaxaca, formando una società a livello di Stato. In seguito questo Stato zapoteca si espanse nelle aree circostanti della valle, e a sud verso l'oceano Pacifico. Divenne quindi un'importante realtà della Mesoamerica.

### Periodo Classico
Durante l'inizio del Classico (200-650), Monte Alban e, per estensione, la valle di Oaxaca formarono il nucleo dello Stato zapoteca. Le interazioni con altri centri del periodo Classico, in particolare con Teotihuacan, è evidente. Monumenti e murales a Monte Alban raffigurano l'arrivo di visitatori da Teotihuacan, e ci sono i resti di un “barrio” zapoteca nella città del Messico centrale.
L'importanza di Monte Alban durò fino alla fine della prima parte del Classico. Forse a causa del troppo affidamento fatto su Teotihuacan, il declino dell'influenza di Monte Alban sembra legato al collasso di Teotihuacan. In questo periodo altri centri un tempo soggetti a Monte Alban, iniziarono a proclamare una propria autonomia. Tra questi vi erano Cuilpan e Zaachila nella Valle Grande, e Lambityeco e Mitla nel ramo Tlacolula. A partire dalla fine del Classico (circa 900), è evidente che la precedente capitale fu abbandonata.

### Periodo Postclassico
Nel periodo Postclassico (attorno al 1000-1520), la valle di Oaxaca fu ancora occupata dagli Zapotechi, ma spesso dipendenti politicamente dai Mixtechi, situati ad ovest della valle. Un importante centro mixteco era quello di Mitla, situata nel braccio orientale Tlacolula. Poco dopo la sconfitta subita dai Mixtechi per mano degli Aztechi, gli Zapotechi furono conquistati dagli stessi Aztechi guidati dall'imperatore Ahuitzotl, tra il 1497 e il 1502. La valle di Oaxaca fu in seguito sottomessa dall'impero azteco.

### Periodo coloniale
L'impero azteco collassò quando la sua capitale Tenochtitlán cadde in mano agli spagnoli nell'agosto del 1521. Mesi dopo, il 25 novembre 1521, Francisco de Oruzco giunse nella valle di Oaxaca per reclamarla in nome del conquistador Hernán Cortés. Cortés, cui era stata concessa dalla corona spagnola Oaxaca come premio per le sue conquiste in Nuova Spagna, fu chiamato da quel momento Marques del Valle de Oaxaca.
Nel 1521 gli spagnoli fondarono una nuova comunità a Segura de la Frontera, nella parte centrale della valle di Oaxaca, circa 9 km ad est di Monte Alban. In seguito divenne nota col nome di Nueva Antequera, e divenne ufficialmente città "reale" nel 1532 per decreto dell'imperatore Carlo V, col nome di Antequera de Guaxaca. Oggi è nota semplicemente come Oaxaca o Oaxaca de Juárez. Con la creazione del nuovo insediamento, gli spagnoli introdussero nuovi tipi di raccolti e nuove tecniche di coltivazione, tra cui l'aratura, nella valle di Oaxaca. Ad esempio, Cortés ordinò la coltivazione di frumento a Etla e la costruzione di mulini per la macina.